# 루이 13세
루이 13세(프랑스어: Louis XIII, 1601년 9월 27일 ~ 1643년 5월 14일)는 프랑스 부르봉가의 제2대 국왕 (나바라 왕국의 왕으로는 루이스 2세(바스크어: Luis II)로 즉위)이다.  그는 1610년 8세의 나이에 왕위에 올라 1643년 자신의 사망까지 다스렸다.  통치의 첫 3년 동안 그의 모친 마리 드 메디시스가 그의 섭정으로 활동하였는데 국왕이 성인이 된 후에 마저 그녀의 섭정을 포기하는 것을 거부하였다.  궁극적으로 루이 13세는 그녀를 유배지로 보내야 했다.  그의 시간 동안 터진 30년 전쟁은 그의 많은 관심을 끌었던 또 다른 문제였다.  그는 또한 때때로 심각하게 나타난 궁정 음모를 처리하도록 강요되었다.  프랑스에서 절대 왕정이 그의 통치 동안 처음 설정되었지만 국왕 자신은 자신의 장관들과 긴밀한 협력으로 일했다.  그는 자신의 신민에 의하여 공정왕 (le Juste, besterik)으로 종종 칭송을 받았다.  자신이 플루트 연주자, 작가와 작곡가인 그는 또한 예술과 문화의 훌륭한 후원자이기도 했다.  그는 가발을 쓰는 추세를 시작하여 이후에 유럽에서 지배적인 스타일이 되는 유행을 발전시켰다.

## 어린 시절
퐁텐블로 궁전에서 앙리 4세와 그의 두번째 왕비 마리 드 메디시스에게 태어났다.  부부는 6명의 자녀를 두었으며 루이가 맏아들이었다.  따라서 루이는 출생에 도팽이 되었다.
앙리의 첫 결혼 생활이 자녀가 없는 것으로 끝났어도 루이는 부친의 다른 여자들과 관계로부터 다수의 이복 형·누이들을 두었다.  어린이로서 매우 아팠고 말을 더듬는 데 익숙했다.

## 여왕 모친의 섭정 아래
1610년 5월 14일 부친 앙리 4세가 파리에서 뤼 드 라 페로네리에 칼에 찔려 사망한 후, 왕위에 올랐다. 당시 루이는 8세밖에 안되었다.  모친 마리 드 메디시스는 어린 국왕의 섭정으로서 자신을 임명하였다.
1614년 앙리 2세 드 콩데 친왕이 여왕에 대해 실패로 끝난 반란을 일으켰다. 동년에 루이 13세는 나이가 들어 프랑스의 공식적인 군주가 되었다.  하지만 실제의 권력은 사실상의 통치자로서 지속적으로 활동한 그의 모친과 남아있었다.
시초적으로 마리 드 메디시스는 남편의 장관들의 대부분을 유지하였고 온건한 정책을 추구하였다. 1615년 그녀는 이탈리아의 콘치노 콘치니에 더욱 의존하기 시작했다. 이 일은 콩데 친왕을 더욱 적대하였고, 그는 두 번째 반란을 일으켰다.
콘치니를 보호하는 데 여왕 모친은 차례로 더 많은 혼란을 초래한 콩데 친왕을 체포하였다. 샤를 달베르의 충고에 국왕이 들어가 1617년 4월 24일 콘치니를 암살했다. 마리 데 메디시스는 블루아성으로 추방되었다.

## 통치
1617년 왕국의 지배권을 주장하면서 루이 13세는 자신에 의하여 뤼인 백작으로 창조된 샤를 달베르의 안내 아래 왕국을 다스리기 시작하였다. 당시 루이 13세는 16세밖에 안됐다.
1618년 가톨릭과 개신교 사이에 30년 전쟁이 터졌다.  귀족의 충고를 거스르는 루이 13세는 신성 로마 황제 합스부르크 가의 페르디난트 2세를 지지하였다. 이는 귀족들을 어느 정도 적대 시 하였다. 이 일은 또한 더욱 그들을 짜증나게 한 그가 세금을 철회한 해이기도 했다.
그러고나서 귀족들은 마리 드 메디시스를 주위에 모여들기 시작하였다. 1619년부터 1620년까지 여왕 모친은 아들에 대해 2개의 비성공적인 반란들을 일으켰다. 1620년 8월 왕실의 군대가 결국 반란군을 진압하였다. 하지만 마리의 충고인 아르망 장 뒤 플레시 드 리슐리외 추기경의 노력으로 인하여 모친과 아들은 1621년에 화해하였다.
그런 반란들에 불구하고, 루이 13세는 모험적 식민지 사업에 관하여 생각하기 시작하였다. 일본과 관계는 이미 1615년에 설립되었다.  1619년 국왕은 이자크 드 라질리 아래 함대를 모로코로 보냈다.  그것은 거기에 기반을 만들 수 있었다.
동년에 오귀스탱 드 볼리외 장군 아래 무장 원정이 옹플뢰르에서 일본으로 보내졌다. 그 주요 목적은 극동에서 네덜란드인들과 싸우는 것이었다. 국왕은 또한 베아른의 위그노들에게 원정을 보내기도 했다. 결과로서 베아른은 가톨릭 지배 아래 들어왔으나 많은 위그노들이 이웃 국가들에 대피한 이래 잠재적인 위협이 남아있었다.
1621년 샤를 달베르와 더불어 국왕은 위그노 반란을 진압하는 데 비성공적인 탐험을 시작하였다. 많은 왕실의 군대를 죽인 야영지 열병 때문에 탐험을 포기해야 했다.  샤를 달베르도 또한 이 전염병의 희생자였다.
그의 사망에 이어 국왕 루이 13세는 그가 통치하는 데 도움을 줄 장관 회의를 형성하기로 결정하였다. 마리 드 메디시스는 1622년에 돌아와 새로운 회의의 일부가 되었다. 동년 10월 국왕은 로앙 백작과 조약을 맺어 위그노들에 의한 반란을 끝냈다.
1624년까지 리슐리외 추기경은 국왕의 수석 고문으로 만들어졌다. 그의 커져가는 영향력은 마리 드 메디시스를 힘겹게 하였다. 그녀는 추기경을 제거하는 데 아들에게 호소하였다. 국왕은 그녀를 추방지로 돌려보냄으로써 반응하였다.
1624년과 1642년 사이에 프랑스는 엄청난 성장을 목격하였다. 리슐리외의 안내 아래 루이 13세는 자신의 통치 아래 귀족을 보호할 수 있었고, 성공적으로 30년 전쟁에 개입하였다. 그는 또한 해군을 강화하였고 절대 왕정을 설립하였다.
아메리카 대륙에서 루이 13세는 식민주의자와 인디언들 사이에 평화로운 공존을 장려하였다. 1627년 국왕은 가톨릭 신앙으로 개종한 인디언이 프랑스의 토박이 시민으로 대우될 수 있다는 것을 선언하였다.
루이 13세의 통치는 또한 국가의 문화적 개발로 기억되었다.  그의 시간 전에 유망한 예술가들은 공부 혹은 일하러 이탈리아로 여행을 떠나야 했으며 국왕은 그 추세를 뒤집었다. 그는 루브르 궁전을 장식하는 데 잘 알려진 예술가들에게 위임했다.
리슐리외 추기경의 충고에 루이 13세는 또한 프랑스어의 개발을 위하여 프랑스 아카데미를 세우기도 했다.  지금까지 그것은 프랑스어의 사용, 어휘와 문법에 공식적인 권위로 남아있다.

## 개인 생활과 유산
1615년 11월 24일 루이 13세는 오스트리아의 안 도트리슈에게 결혼하였다.  안은 스페인 국왕 펠리페 3세의 딸이었고 그들의 결혼 생활은 정치적 이득을 위하여 퐁텐블로 조약에 의하여 해결되었다.  부부는 대부분 떨어져 살았다.  그럼에 불구하고 그들은 2명의 아들 - 루이 14세와 필리프 1세 도를레앙 공작을 두었다.
당시 대부분의 왕실과 달리 루이 13세는 아무 여주인이 없었고 이런 까닭에 그는 가끔 "순결한 루이"로 참조되었다.  하지만 많은 역사가들은 그가 만약 게이가 아니면 양성애자였으며 많은 자신의 남자 신사들에게 끌렸다는 의견이었다.
루이 13세는 만성 질환을 고통을 겪었다.  그는 1643년 5월 14일 폐외 결핵으로 사망하였다.  그의 지배는 알렉상드르 뒤마에 의하여 그의 유명한 소설〈삼총사〉에서 불멸화되었다.

### 자녀
| 사진 | 이름                     | 생일            | 사망                 | 기타                            |
| ---- | ------------------------ | --------------- | -------------------- | ------------------------------- |
|      | 루이 14세                | 1638년 9월 5일  | 1715년 9월 1일(76세) | 후임 프랑스 국왕. 슬하 3남 2녀. |
|      | 필리프 1세 도를레앙 공작 | 1640년 9월 21일 | 1701년 6월 8일(60세) | 오를레앙 공작. 슬하 3남 3녀.    |